# Gruzijski kontingent za Kosovo
Gruzijski kontingent za Kosovo (gruzijski: ქართული სამხედრო კონტინგენტი კოსოვოში) je vojni kontigent gruzijske vojske koji je bio raspoređen na Kosovu od 1999. do 2008 u okviru NATO-ovih međunarodnih mirovnih snaga (KFOR). To je bilo prvo sudjelovanje Gruzije u nekoj međunarodnoj mirovnoj misiji. 
Prvi gruzijski vojnici, njih 34, na Kosovo su došli 1999. i bili su stacionirani u gradiću Mamuša, sjeverno od Prizrena. Godine 2003. 150 Gruzijaca bilo je smještenu u Prizrenu pod njemačkim zapovjedništvom. U travnju 2008. Gruzija povlači svojih 180 vojnika s Kosova. Kao razlog povlačenja gruzijski dužnosnici naveli su odlazak vojnika u Afganistan.